# Honor of Kings
Honor of Kings ist ein Multiplayer Online Battle Arena (MOBA), das von Tencent Games entwickelt und veröffentlicht wurde. Das kostenlos spielbare, teambasierte MOBA-Spiel erschien erstmals im November 2015 in China für Smartphones und Tablets. Genretypisch treten zwei Teams aus fünf Spielern gegeneinander an, um die Basis des jeweils anderen Teams zu zerstören und die eigene zu schützen. Das Spiel bietet eine große Auswahl an Helden mit unterschiedlichen Fähigkeiten und Rollen, was die strategische Tiefe des Spiels erhöht.

## Verbreitung
Das Spiel hat in kürzester Zeit eine enorme Spielerbasis aufgebaut und dominiert den mobilen Gaming-Markt in China. Es verzeichnete Spitzenzahlen von gleichzeitig online spielenden Spielern (CCU) in Millionenhöhe und wird regelmäßig als das umsatzstärkste mobile Spiel weltweit bezeichnet.
Während Honor of Kings seinen Ursprung in China hat, hat es sich auch international einen Namen gemacht. In einigen Regionen wurde das Spiel unter dem Namen Arena of Valor veröffentlicht.

## Kritik
Trotz seines Erfolgs ist Honor of Kings nicht ohne Kontroversen. Einige Kritiker haben das Spiel für seine vermeintliche Suchtgefahr und seine Auswirkungen auf die Gesundheit von Kindern und Jugendlichen kritisiert. Dies führte in einigen Ländern zu Maßnahmen, um die Spielzeit für junge Spieler zu begrenzen.